# Tzacubilja
Tzacubilja är en ort i Mexiko.   Den ligger i kommunen Oxchuc och delstaten Chiapas, i den sydöstra delen av landet, 800 km öster om huvudstaden Mexico City. Tzacubilja ligger 1 936 meter över havet och antalet invånare är 150.
Terrängen runt Tzacubilja är lite bergig. Runt Tzacubilja är det glesbefolkat, med 16 invånare per kvadratkilometer. Närmaste större samhälle är Chanal, 10,5 km sydväst om Tzacubilja. I omgivningarna runt Tzacubilja växer i huvudsak städsegrön lövskog.